# Sífilis
Sífilis é uma infeção sexualmente transmissível causada pela subespécie pallidum da bactéria Treponema pallidum. Os sinais e sintomas variam dependendo de qual dos quatro estádios em que se manifestam: primário, secundário, latente e terciário. O sintoma clássico do estádio primário é um sifiloma no local da infeção — uma úlcera na pele que é indolor, firme e não pruriginosa. No estádio secundário aparece uma erupção cutânea difusa, geralmente nas palmas das mãos e dos pés, e podem aparecer úlceras na boca ou na vagina. No estádio latente, que pode durar vários anos ou décadas, não se manifestam sintomas. No estádio terciário podem aparecer formações não cancerígenas denominadas gomas e sintomas neurológicos ou cardíacos. A sífilis pode causar sintomas semelhantes a várias outras doenças.
A sífilis é transmitida principalmente através de contacto sexual. Pode também ser transmitida de mãe para filho durante a gravidez ou parto, causando sífilis congénita. Entre outras doenças humanas causadas por subespécies da bactéria Treponema pallidum estão a bouba (subespécie pertenue), pinta (subespécie carateum) e bejel (subespécie endemicum). O diagnóstico é geralmente confirmado com análises ao sangue. A bactéria pode também ser detetada com microscopia de campo escuro. O rastreio é recomendado durante a gravidez.
O risco de contrair sífilis pode ser diminuído com a utilização de preservativos de látex ou com a abstinência sexual. O tratamento com antibióticos é eficaz. O antibiótico de escolha na maioria dos casos é a penicilina G benzatina por via intramuscular. Em pessoas com alergia à penicilina, podem ser usadas doxiciclina e tetraciclina. Em pessoas com neurossífilis, é recomendada a administração de penicilina G potássica ou ceftriaxona por via intravenosa. Durante o tratamento, as pessoas podem desenvolver febre, dores de cabeça e dores musculares, uma reação denominada Jarisch-Herxheimer.
Estudos recentes demonstraram a eficácia do uso de Doxiciclina em um contexto controlado para a diminuição da transmissão de Sifílis após relação sexual não-protegida.
Em 2015, cerca de 45,4 milhões de pessoas estavam infetadas com sífilis, tendo-se no mesmo ano registado cerca de 6 milhões de novas infeções. Em 2015, a doença foi a causa de 107 000 mortes, uma diminuição em relação às 202 000 em 1990. Depois da prevalência ter diminuído drasticamente com a introdução da penicilina na década de 1940, desde o início do século XXI que as taxas têm vindo a aumentar em muitos países, muitas vezes a par do vírus da imunodeficiência humana (VIH). Pesquisas recentes na China indicam que a causa é um aumento da promiscuidade e da prostituição, da diminuição da utilização de preservativos e de práticas sexuais desprotegidas entre homens homossexuais. Entretanto, estudos mais recentes indicam que a infecção entre os profissionais do sexo não é maior que entre os homossexuais e bissexuais em geral. Em 2015, Cuba foi o primeiro país a erradicar a transmissão de sífilis entre mãe e filho.

## Sinais e sintomas
A sífilis pode apresentar em um dos quatro diferentes estádios: primária, secundária, latente e terciária, e também pode ocorrer de forma congênita. Foi referida como "a grande imitadora" por Sir William Osler devido às suas variedade de apresentações.

### Sífilis primária

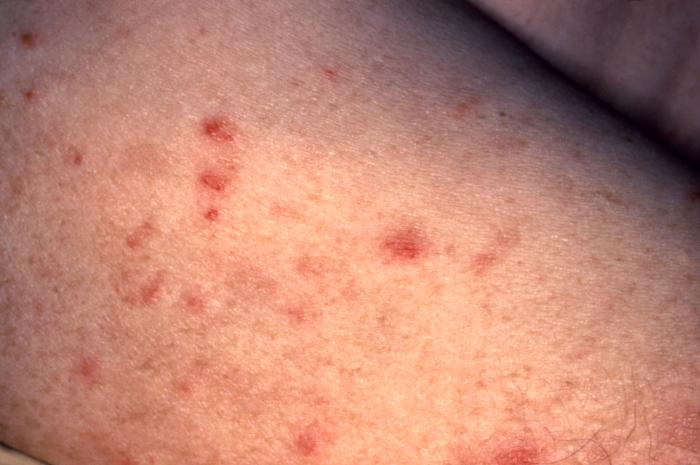
Lesões na pele no sífilis secundária

A sífilis primária é normalmente adquirida por contato sexual direto com as lesões infecciosas de outra pessoa. Cerca de 3 a 90 dias após a exposição inicial (média de 21 dias) uma lesão de pele, chamado de cancro, aparece no ponto de contato. Esta é classicamente (40% das ocorrências) uma única ulceração da pele firme, indolor, que não coça com uma base limpa e bordas nítidas entre 0,3 e 3,0 cm de tamanho. A lesão, no entanto, pode assumir praticamente qualquer formato. Na forma clássica, a lesão evolui a partir de uma mácula para uma pápula e, finalmente, para uma erosão ou úlceração. Ocasionalmente, lesões múltiplas podem estar presentes (~ 40%), com múltiplas lesões sendo mais comuns quando co-infectadas com o HIV. As lesões podem ser dolorosas ou leves (30%), e podem ocorrer fora dos órgãos genitais (2–7%). A localização mais comum nas mulheres é o colo do útero (44%), o pénis em homens heterossexuais (99%) e em homens homossexuais no ânus e intestino reto (34%). É comum o aumento de tamanho de linfonodos (80%) na região próxima da área afetada, ocorrendo sete a 10 dias após a formação do cancro. A lesão pode persistir durante de 3 a 6 semanas sem tratamento.

### Sífilis secundária

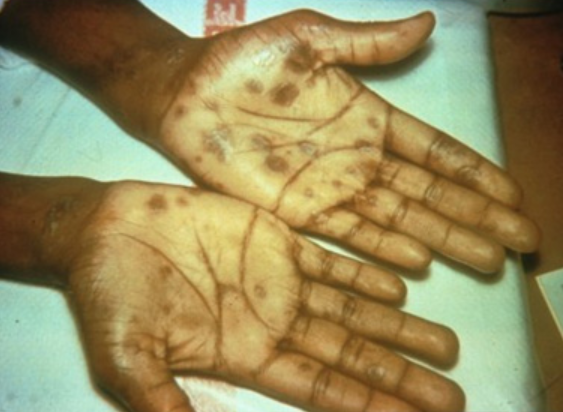
A apresentação típica da sífilis secundária é uma erupção cutânea nas palmas das mãos e plantas dos pés

A sífilis secundária é a sequência lógica da sífilis primária não tratada e é caracterizada por uma erupção cutânea que aparece de 1 a 6 meses (geralmente 6 a 8 semanas) após a lesão primária ter desaparecido. Esta erupção é vermelha rosácea e aparece simetricamente no tronco e membros, e, ao contrário de outras doenças que cursam com erupções, como o sarampo, a rubéola e a catapora, as lesões atingem também as palmas das mãos e as solas dos pés. Em áreas úmidas do corpo se forma uma erupção cutânea larga e plana chamada de condiloma lata, ou condiloma plano. Manchas tipo placas também podem aparecer nas mucosas genitais ou orais. O paciente é muito contagioso nesta fase.
Os sintomas gerais da sífilis secundária mais relatados são mal-estar (23%-46%), cefaleia (9%-46%), febre (5%-39%), prurido (42%) e hiporexia (25%). Outros, menos comuns, são dor nos olhos, dor óssea, artralgia, meningismo, irite e rouquidão.
Sinais mais específicos ocorrem nas seguintes frequências: exantema (88%-100%), linfadenopatia (85%-89%), cancro primário residual (25%-43%), condiloma plano (9%-44%), hepatoesplenomegalia (23%), placas mucosas (7%-12%) e alopecia (3%- 11%).
A sífilis secundária, algumas vezes conhecida como uma doença de mil-faces, pode apresentar inúmeros sintomas comuns a várias outras doenças como febre baixa em alguns períodos, sudorese intensa ao dormir (infecção crônica) e manchas avermelhadas pelo corpo. A sífilis secundária também pode ocasionar episódios esporádicos de erupções ulcerativas na pele, de difícil regressão, episódios de otite, episódios de problemas oftalmológicos, episódios de problemas nos rins e episódios de problemas cardiovasculares que muitas vezes surgem e regridem sem a necessidade de nenhum tratamento específico. Outro sintoma importante são dores de coluna e dores de cabeça frequentes, que podem ser indicativos de um quadro de neurossífilis.
Manifestações raras incluem meningite aguda, que acontece em aproximadamente 2% de pacientes, hepatite, doença renal, gastrite, proctite, colite ulcerativa, artrite, periostite, neurite do nervo óptico, irite, e uveíte.

### Sífilis latente
Estado tipo portador, em que o indivíduo está infectado e é infeccioso mas não apresenta sintomas.

### Sífilis terciária

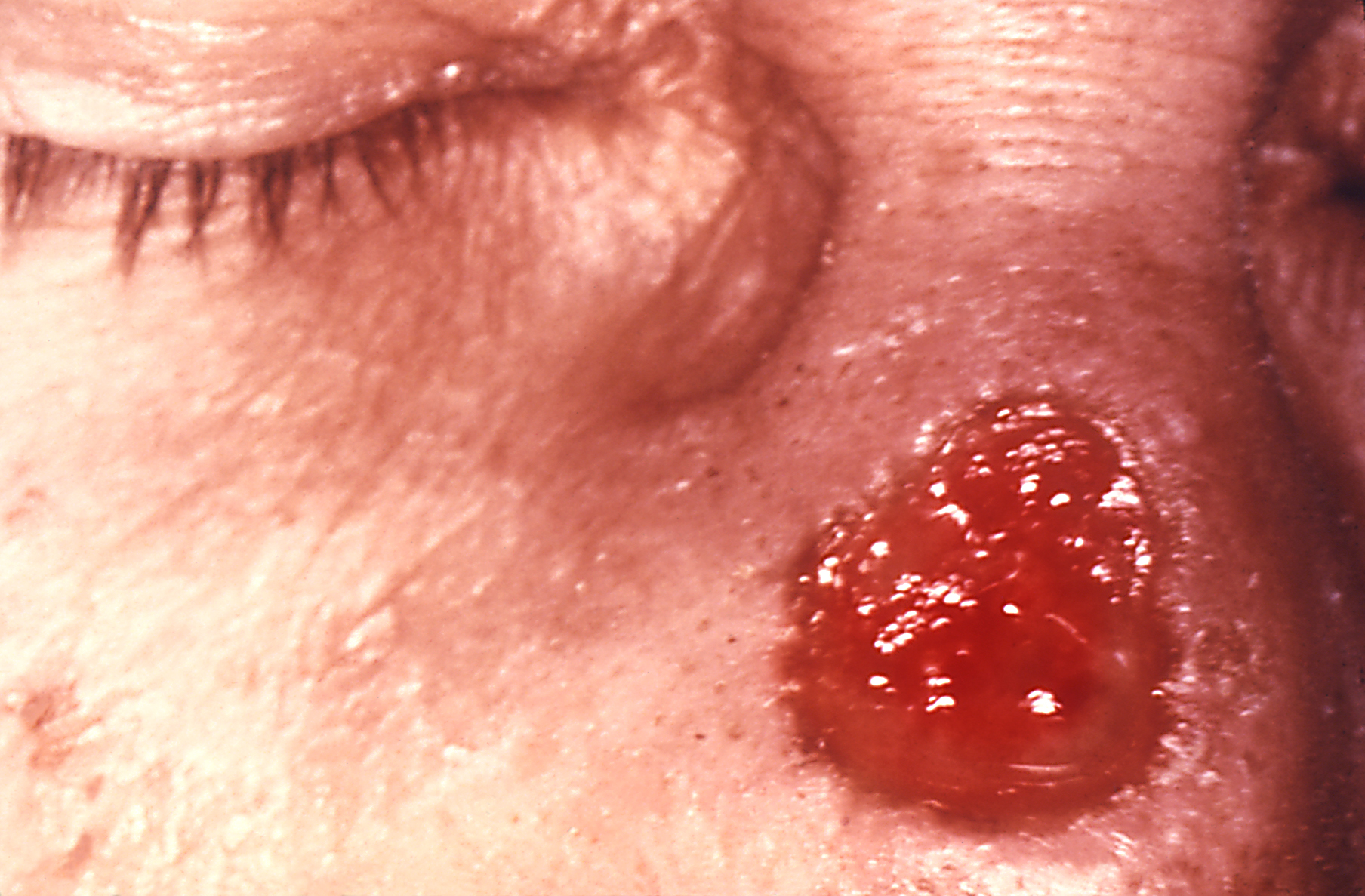
Lesão no nariz devidos à sífilis terciária

Aproximamente um terço dos pacientes infectados com Sifílis que não foram submetidos a tratamento, evoluirão para o estágio terciário da doença, caracterizado por manifestações cutâneas, cardíacas e neurológicas. Pode ocorrer desde cerca de um ano até 40 anos após o contato com o patógeno.
As manifestações cutâneas são representadas principalmente pelas gomas sifilíticas, tumorações amolecidas observadas na pele e às mucosas, com predomínio nas superfícies extensoras em membros superiores, dorso e face, mas que podem acometer diversas partes do corpo, inclusive no esqueleto e em órgãos internos. As manifestações mais graves incluem neurossífilis e a sífilis cardiovascular.
Complicações neurológicas nesta fase são subdivididas em meningite aguda, com sintomas como cefaleia, vômito, rigidez nucal e redução do nível de consciência, que pode ocorrer à qualquer fase da doença e é associada com quadros de imunossupressão como HIV; a meningite neurovascular, com presença de defícits neurológicos focais atribuíveis à infartos resultantes de inflamação de vasos cerebrais e a neurossífilis parenquimatosa, caracterizada por atrofia óptica, paresia geral, alterações de marcha como a Tabes dorsalis, mudanças de personalidade, declínio cognitivo, hiper-reflexia e alterações pupilares, como as pupilas de Argyll Robertson.
Complicações cardiovasculares incluem aortite, aneurisma de aorta, aneurisma do seio de Valsalva, miocardite e regurgitação aórtica. A aortite sifilítica tratava-se de uma das causas mais comuns de regurgitação aórtica, antes do advento de tratamento sendo responsável por aumentar o conhecimento semiológico desta manifestação

### Sífilis congênita
Sífilis congênita é a sífilis adquirida pelo infanto no útero materno, geralmente quando a mãe é portadora da sífilis em estádio primário ou secundário. De acordo com o Centro de Controle e Prevenção de Doenças dos Estados Unidos, 40% dos nascimentos de mães sifilíticas são nascidos mortos, 40 a 70% dos sobreviventes estão infectados e 12% destes irão morrer nos primeiros anos de vida. É a infecção congênita mais comum no Brasil, acometendo cerca de 1:1.000 nascidos.
Suas manifestações incluem alterações radiográficas, dentes de Hutchinson (incisivos centrais superiores espaçados e com um entalhe central); "molares em amora" (ao sexto ano os molares ainda tem suas raízes mal formadas); bossa frontal; nariz em sela; maxilares subdesenvolvidos; hepatomegalia (aumento do fígado); esplenomegalia (aumento do baço); petéquias; outras erupções cutâneas; anemia; linfonodomegalia; icterícia; pseudoparalisia; e snuffles, nome dado à rinite que aparece nesta situação. Os "Rhagades" são feridas lineares nos cantos da boca e nariz que resultam de infecção bacteriana de lesões cutâneas. A morte por sífilis congênita normalmente ocorre por hemorragia pulmonar.
O exame de VDRL geralmente é realizado no pré-natal para o rastreamento de sífilis em gestantes. O tratamento na gravidez com penicilina G benzatina previne o desenvolvimento da doença congênita.

### Sífilis decapitada
É chamada de sífilis decapitada aquela que fora adquirida por transfusão sanguínea, já que não apresenta a primeira fase da doença, dando início na sífilis secundária. Uma vez que todo o doador de sangue é submetido a exames, a incidência deste tipo de sífilis é extremamente rara. No entanto, pode-se assumir que usuários de drogas injetáveis são suscetíveis a este meio de transmissão da doença, como apontam alguns estudos que, apesar de não comprovarem diretamente o contágio por seringas contaminadas, permitem assumir que os usuários de drogas injetáveis constituem um grupo de risco para a transmissão de sífilis desta forma.

## Causas

### Bacteriologia

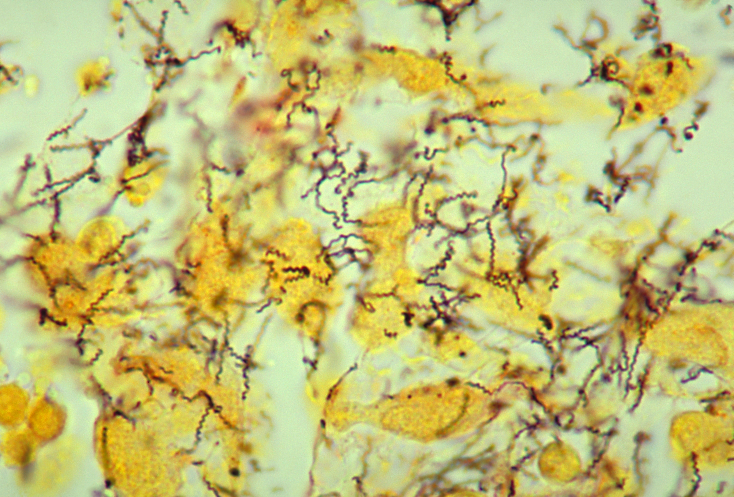
Histopatologia da Treponema pallidum

A subespécie pallidum da bactéria Treponema pallidum é uma bactéria espiralada, gram-negativa e de elevada mobilidade. As três outras doenças humanas causadas por outras subespécies da Treponema pallidum são a bouba (subespécie pertenue), pinta (subespécie carateum) e bejel (subespécie endemicum). Ao contrário do subtipo pallidum, estas subespécies não causam doenças neurológicas. Os seres humanos são o único reservatório natural conhecido da subespécie pallidum. Sem a presença de um hospedeiro, esta subespécie não é capaz de sobreviver mais do que alguns dias. Isto deve-se ao facto do seu pequeno genoma (1,14 MDa) não conseguir codificar as vias metabólicas necessárias para produzir a maior parte dos seus macronutrientes. A bactéria apresenta também um tempo de duplicação superior a 30 horas.

### Transmissão
A sífilis é transmitida principalmente por contacto sexual ou durante a gravidez de uma mãe para o feto. A bactéria é capaz de atravessar membranas mucosas intactas ou pele comprometida. A doença pode ser transmitida por beijar uma lesão, assim como por sexo oral, vaginal e anal. Entre 30 a 60% das pessoas expostas a sífilis primária ou secundária contraem a doença. Embora a sífilis possa também ser transmitida por produtos derivados do sangue, esse risco é reduzido devido ao rastreio de que estes produtos são alvo em muitos países. O risco de transmissão através da partilha de seringas aparenta ser reduzido. Geralmente não é possível contrair sífilis em assentos de retretes, em banheiras, através de atividades do dia-a-dia ou pela partilha de roupa ou utensílios de cozinha. Isto deve-se ao facto da bactéria morrer muito rapidamente fora do corpo do hospedeiro, tornando muito difícil a transmissão através de objetos.

## Diagnóstico

Microscopia de campo escuro com espiroquetas

Antes do advento do teste sorológico (sorologia de lues ou VDRL  — acrónimo inglês para laboratório de investigação de doença venérea), o diagnóstico era difícil e a sífilis era confundida facilmente com outras doenças. Hoje em dia, o VDRL é amplamente utilizado como exame de rastreio.
Após o estádio primário, algumas vezes negligenciado pelo paciente ou simplesmente associado como uma consequência natural pelo contato sexual (na falta de informações amplas sobre a doença), a sífilis entra na fase secundária. Dos pacientes tratados no estádio secundário, cerca de 25% deles não se lembram dos sinais do contágio primário. Nessa fase, diagnosticar a doença é extremamente difícil tanto para o paciente como para um médico.
Caso a sífilis não seja identificada no seu estádio primário (10 a 90 dias) ou no seu estádio secundário (1 a 6 meses, mas que também pode perdurar por anos na sua forma latente ou assintomática), a sífilis entra no estádio terciário. Nessa fase o diagnóstico é bem preciso mas várias sequelas podem advir da doença.
No Brasil, os Centros de Testagem e Aconselhamento (CTA's) permitem aos cidadãos realizar testes laboratoriais gratuitamente e receber informações e aconselhamento sobre as ISTs.

### Exames de sangue
Os exames de sangue realizados para o diagnóstico da sífilis são divididos em não treponêmicos e treponêmicos
Os exames não treponêmicos geralmente são os primeiros a serem realizados, e incluem o VDRL (do inglês venereal disease research laboratory) e RPR (rapid plasma reagin). Entretanto, estes exames apresentam altas taxas de falso positivo (teste positivo quando paciente não está doente). Por este motivo, é necessária a confirmação com um teste treponêmico. O VDRL baseia-se na detecção de anticorpos não treponemais. É usada a cardiolipina, um antígeno presente no ser humano (parede de células danificadas pelo Treponema) e talvez no Treponema, que reage com anticorpos contra ela em soro, gerando reacções de floculação visível ao microscópio. Este teste pode dar falsos positivos, e são realizados testes para a detecção de anticorpos treponemais caso surjam resultados positivos.
Os exames treponêmicos mais usados são o FTA-ABS e o TPHA. Geralmente são usados para confirmar o resultado positivos dos testes não treponêmicos, ou seja, do VDRL, fechando o diagnóstico. Frequentemente realizados na fase latente ou terciária.
O VDRL é único teste que poderá dar resultado negativo após um tratamento bem sucedido para a sífilis. No entanto, não é um requisito para a conclusão do sucesso ou não do tratamento. Ele faz parte dos testes não treponemais e é amplamente usado na atualidade como exame de rastreio. Por norma os valores no VDRL diminuirão para níveis ínfimos, mas ainda assim positivos, após o paciente estar tratado.

### Interpretação de resultados de VDRL e FTA-ABS
- VDRL positivo e FTA-ABS (ou TPHA) positivo confirmam o diagnóstico de sífilis.
- VDRL positivo e FTA-ABS (ou TPHA) negativo indicam outra doença que não sífilis.
- VDRL negativo e FTA-ABS (ou TPHA) positivo indicam sífilis numa fase bem inicial, sífilis já curada ou sífilis na fase terciária.
- VDRL negativo e FTA-ABS (ou TPHA) negativo descartam o diagnóstico de sífilis.

### Microscopia
A bactéria é vista ao microscópio de fundo escuro ou com sais de prata em amostras. A espiroqueta não pode ser cultivada em meio de cultura.

## Prevenção

### Vacina
Não há vacina eficaz para prevenção da sífilis. Várias vacinas com base em proteínas treponemais diminuem o desenvolvimento de lesões em modelos animais, mas o processo ainda está em investigação.

### Sexo
A utilização de preservativos de latex diminui a probabilidade de transmissão de sífilis durante as relações sexuais, mas não elimina completamente o risco. O preservativo apenas diminui o risco de transmissão nos locais de exposição por ele protegidos e uma eventual úlcera que não seja coberta pelo preservativo pode transmitir a doença. A abstinência de contacto sexual com uma pessoa infetada é a forma mais eficaz de diminuir o risco de transmissão de sífilis, assim como uma relação monógama com um parceiro sexual que tenha sido testado e se saiba não estar infetado.

### Doença congénita
A sífilis congénita em recém-nascidos pode ser prevenida com o rastreio da mãe durante o início da gravidez e posterior tratamento de eventuais infeções. A Organização Mundial de Saúde recomenda que todas as mulheres sejam testadas na primeira consulta pré-natal e uma segunda vez no terceiro trimestre da gravidez. Quando os resultados dos exames confirmam a doença, recomenda-se que os parceiros sejam também tratados. No entanto, como a sífilis congénita é comum nos países em desenvolvimento, muitas mulheres não recebem cuidados pré-natais e, quando recebem, poucas consultas incluem rastreio. A inexistência de rastreio pode também ocorrer em países desenvolvidos, uma vez que os potenciais portadores de sífilis são as pessoas com maior probabilidade de não receber cuidados de saúde pré-natais. Algumas medidas com o objetivo de aumentar o acesso aos testes de sífilis aparentam ser eficazes na diminuição da prevalência de sífilis congénita em países de rendimento baixo a médio.

### Rastreio
Recomenda-se que seja realizado rastreio de sífilis entre grupos de elevado risco. Recomenda-se que homens sexualmente ativos que tenham tido relações sexuais com outros homens sejam testados pelo menos uma vez por ano.
Em muitos países, a sífilis é uma doença de notificação obrigatória, incluindo na União Europeia. Isto significa que os profissionais de saúde são obrigados a notificar as autoridades de saúde pública, que depois informa os parceiros da pessoa. Os médicos podem também incentivar os pacientes a recomendar aos seus parceiros que sejam tratados.

## Tratamento
O tratamento de primeira escolha para a sífilis sem complicações nos estádios iniciais (primária, secundária ou latente precoce com menos de um ano) consiste numa dose única do antibiótico penicilina G benzatina por via intramuscular. Em pessoas alérgicas à penicilina, as escolhas de tratamento são os antibióticos doxiciclina e tetraciclina. No entanto, estes medicamentos não são recomendados durante a gravidez devido ao elevado risco de doenças congénitas. Em muitos casos verifica-se resistência antibiótica aos macrolídeos, à rifampicina e à clindamicina. A ceftriaxona, uma cefalosporina de terceira geração, aparenta ter eficácia equivalente ao tratamento com penicilinas. É também recomendado que a pessoa evite o contacto sexual até à cicatrização das úlceras. A penicilina também é um tratamento eficaz durante a gravidez, embora ainda não haja consenso sobre qual dose ou via de administração é a mais eficaz e seja necessária mais investigação.
Os estádios avançados da doença (com mais de um ano ou tempo indeterminado) podem ser tratadas com penicilina G intramuscular uma vez por semana durante três semanas. Em caso de alergia, tal como nos casos iniciais da doença, podem ser usadas doxiciclina e tetraciclina, embora ao longo de um maior período de tempo. O tratamento nestes estádios limita a progressão da doença, mas tem um efeito apenas marginal nos danos que já ocorreram. Como a penicilina G apresenta má penetração no sistema nervoso central, em pessoas com neurossífilis recomenda-se a administração de doses maiores de penicilina intravenosa durante, no mínimo, 10 dias. No caso da pessoa ser alérgica à penicilina, pode ser usada ceftriaxona ou tentada a dessensibilização à penicilina.
Um dos potenciais efeitos adversos do tratamento é a reação de Jarisch-Herxheimer. Esta reação tem geralmente início na primeira hora após o tratamento e tem a duração de 24 horas. Os sintomas são febre, dores musculares, dores de cabeça e ritmo cardíaco acelerado. É causada por citocinas libertadas no sistema imunitário em resposta às lipoproteínas libertadas pelas bactérias da sífilis ao morrer.

## Lesões Ósseas: Importância e Caracterização em Material Esquelético
Em fases avançadas da sífilis, a doença manifesta-se como um processo inflamatório crónico que afeta vários tecidos, incluindo os ossos. As lesões esqueléticas resultam de uma resposta inflamatória prolongada, associada à formação de gomas sifilíticas, periostite e osteíte, que causam tanto destruição quanto reparação óssea.
O estudo paleopatologico das alterações ósseas provocadas pela sífilis é essencial para compreender a saúde das populações do passado. Pela análise das lesões esqueléticas, é possível inferir a presença da doença, a sua prevalência e padrões de disseminação, ajudando a reconstruir o perfil de saúde de populações históricas. As lesões ósseas diminuíram nos tempos modernos devido ao avanço do diagnóstico e tratamento, mas continuam a ser comuns em estudos osteoarqueologicos devido à sua natureza destrutiva.
É importante ter cautela ao interpretar a prevalência da sífilis em coleções osteológicas, pois as lesões ósseas observadas nem sempre estão ligadas diretamente à causa da morte, e os padrões presentes em museus ou coleções antropológicas podem não representar fielmente as populações originais. A presença reduzida de crianças pode distorcer os resultados das análises, tornando difícil converter os dados de prevalência em estimativas populacionais precisas.

### Lesões Visíveis em Osso Seco
As lesões sifilíticas podem ser múltiplas, bilaterais e sistémicas, atingindo tanto o esqueleto axial como o apendicular. Além da tíbia e do crânio, outros ossos que são frequentemente afetados incluem o fémur, o rádio, a ulna, a clavícula e o esterno. Embora qualquer osso possa ocasionalmente ser o local de uma lesão, existem algumas áreas que são especialmente preferenciais: a tíbia, os ossos envolventes da cavidade nasal e a abóbada craniana. Estes três locais combinados representam cerca de 70% de todas as lesões ósseas sifilíticas terciárias. Estes são seguidos, em frequência decrescente, pelos ossos com medula hemopoiética abundante, como as costelas e o esterno, e pelos ossos longos das extremidades.

#### Periostite Crónica
A periostite crónica associada à sífilis resulta da estimulação persistente do periósteo por infeções de bactérias do género Treponema, levando à formação desorganizada de osso novo na superfície externa do osso afetado, que se manifesta como espessamentos periosteais e nódulos sifilíticos (gummas). Esta reação pode ser ligeira ou severa, envolvendo múltiplas lamelas, e foi descrita em diversas populações. Quando grave, esta periostite pode associar-se à formação gomosa periosteal, na qual o novo osso envolve lesões escavadas na região cortical. Nestes casos mais avançados, observa-se um espessamento da diáfise dos ossos longos, resultante da deposição de novo osso subperiosteal poroso sobre o osso cortical já existente. Para além da formação externa, verifica-se frequentemente formação de osso endosteal novo, que pode invadir o canal medular.  Em radiografias, esta condição manifesta-se como espessamento cortical assimétrico e desmineralização interna.

#### Destruição Cortical
A sífilis venérea é a mais destrutiva das treponematoses podendo resultar em alterações ósseas dolorosas. A destruição do osso cortical ocorre tanto nos ossos faciais quanto nos ossos longos. Os ossos do esqueleto facial são frequentemente afetados, apresentando lesões muito graves. Esta reação, que resulta na destruição óssea grosseira, é chamada de goma. As destruições correspondem a cavitações superficiais, com margens irregulares ou densas. Em alguns casos, a combinação de destruição focal e espessamento ósseo leva à formação de lesões típicas, como a "cárie sicca", altamente indicativa desta patologia. Assim, ao contrário de alguns casos de osteomielite, a que se encontra associada às treponematoses é acompanhada por extensa regeneração óssea e exibe características microscópicas específicas.

#### Espessamento Ósseo
As lesões ósseas terciárias da sífilis são caracterizadas por uma resposta osteoesclerótica à infeção. O espessamento ósseo é resultado da deposição subperiosteal de osso novo, como visto na periostite, que frequentemente afeta a clavícula e a tíbia. Na periostite, a formação de osso subperiosteal nas metáfises dos ossos longos pode causar deformações, como osteocondromas, e a reabsorção do osso cortical original por gomas medulares sifilíticas. A formação óssea na superfície endosteal também estreita a cavidade medular, e a osteoperiostite pode resultar em superfícies rugosas e osso cortical espessado. A deposição excessiva de osso pode causar deformações visíveis, como a "tíbia em sabre" e, mais raramente, afetar o rádio e a ulna. Expansões ósseas e nodulares, com cavitações superficiais, resultam da osteíte sifilítica e podem envolver a circunferência dos ossos longos.

#### Gomas ósseas
As gomas ósseas são focos nodulares com necrose central e resultam de processos inflamatórios crónicos, que podem ser granulomatosos ou não. As gomas, podem ser localizadas ou afetar o osso de uma maneira mais extensa, desenvolvendo-se entre 2 a 10 anos após a infeção inicial. Uma característica comum é a intensa resposta osteoclerótica perifocal, com destruição do osso e envolvimento do periósteo. As gomas ósseas, que são lesões destrutivas, apresentam necrose central e margens osteoescleróticas elevadas. Elas podem atingir desde o periósteo até à cavidade medular, substituindo o osso normal por tecido fibroso e esclerótico. Essas lesões são mais comuns em ossos com boa vascularização e pouco recobertos por tecidos moles, como o crânio, tíbia, fémur e a clavícula. Nos ossos longos, existem dois tipos de lesões: a osteoperiostite não- gomatosa e gomatosa. A forma não- gomatosa é a mais comum, mas não costuma ser identificada isoladamente. Ela manifesta-se através de um espessamento na camada externa do osso (cortical) e na camada interna (periósteo), com formação de tecido ósseo novo em camadas finas e paralelas. Nos estágios mais avançados, pode ocorrer uma osteoperiose difusa, onde o canal medular é preenchido por tecido ósseo endurecido, deixando o osso com uma aparência densa e homogénea. A forma gomatosa, é mais específica e característica. Apresenta áreas destrutivas no osso com reações osteopáticas, do osso ao redor. Por vezes essa lesão, chega a expor camadas mais profundas do osso cortical. Devido à sua aparência, pode ser confundida com outras condições, como a osteomielite ou o abcesso de Brodie (tipo de infeção óssea localizada).

#### Caries sicca
No crânio, a lesão mais característica associada à sífilis é a caries sicca, inicialmente descrita por Virchow em 1858 e posteriormente estudada em maior detalhe por Hackett, 1976. Esta condição é conhecida pela destruição progressiva da tábua externa e da camada esponjosa do osso (díploe), resultando em áreas de necrose focal circundadas por uma resposta esclerótica com margens elevadas. A hipervascularização da região pode ser observada por meio da presença de pequenos foramens agrupados. Quando estas lesões cicatrizam, formam-se depressões com sulcos radiais que conferem à superfície óssea um aspeto estrelado. As principais áreas a serem afetadas são o osso frontal, embora os parietais e ossos da face também possam ser afetados. O occipital raramente é afetado.

#### Tíbia em sabre
As lesões ósseas afetam principalmente as metáfises dos ossos longos, como a tíbia e o fémur, devido ao rápido crescimento nessas regiões durante a infância. Costumam ser simétricas e incluem a osteocondrite sifilítica, que pode levar a fraturas patológicas e à chamada pseudoparalisia de Parrot, além da periostite sifilítica, caracterizada por depósitos ósseos subperiosteais de padrão concêntrico. Nas crianças mais velhas, as alterações ósseas podem se assemelhar às da sífilis venérea em adultos. A deformidade mais clássica é a “tíbia em sabre”, que resulta de um crescimento ósseo estimulado e da deposição em camadas de tecido ósseo novo na superfície anterior da tíbia. Esta alteração faz com que o osso se alongue além do normal e se curve para a frente, enquanto a fíbula mantém o seu comprimento e forma habituais.

#### Formação Irregular de Osso Novo
A sífilis provoca frequentemente uma formação irregular de osso novo, visível como camadas sobrepostas de osso reativo produzidas pelo periósteo — um fenómeno descrito como reação periosteal lamelar severa. Esta reação pode envolver todo o osso afetado, criando uma estrutura tubular espessa e rugosa, conhecida como “formação em caixão”, cloaking ou “periostite de Pehu”. Este padrão é especialmente evidente em sífilis congénita, em vários ossos longos, nomeadamente, os dos membros inferiores. Em osso seco, estas camadas periosteais hipervasculares rodeiam áreas de reabsorção na região cortical, compatíveis com gomas destruídas nos tecidos moles, e podem ocorrer igualmente nos ossos curtos das mãos e dos pés. É esta formação irregular de osso, combinada com lesões líticas, que estão na origem da caries sicca no osso frontal.

#### Reabsorção Óssea
A reabsorção óssea associada à sífilis terciária manifesta-se frequentemente por rarefação cortical difusa (diminuição da densidade do osso cortical), com um aspeto descrito como “roído por traças” (moth-eaten) na diáfise dos ossos longos. Este padrão indica perda progressiva e irregular do tecido cortical como consequência de uma resposta inflamatória crónica. Em cortes histológicos, observam-se por vezes lacunas de reabsorção irregulares entre a superfície óssea original e as novas camadas de osso calcificado, uma característica compatível com sífilis, embora também presente noutras doenças inflamatórias. A presença destas lacunas poderá estar associada a atividade osteoclástica recorrente, coerente com processos inflamatórios crónicos como a sífilis, embora não exclusiva desta. Em casos mais avançados, verifica-se também reabsorção da camada cortical, visível em cortes longitudinais, frequentemente acompanhada por formação de novo osso na cavidade medular.

#### Lesões Faciais
Os ossos faciais são frequentemente afetados, especialmente os da cavidade nasal. Ossos finos como o septo nasal, o palato duro, a concha nasal e os seios maxilares são frequentemente afetados pelas lesões sifilíticas da mucosa nasal. A destruição destes ossos pode resultar em perfurações, fazendo com que a cavidade nasal apresente um aumento e vazio aparentes nos crânios sem tecidos moles. Tal é caracterizado por margens lisas e densificadas ao redor dos defeitos, o que auxilia na diferenciação da destruição causada por processos neoplásicos. O comprometimento do suporte ósseo da ponte nasal leva ao colapso da estrutura sobrejacente, formando o chamado “nariz de sela”. Diferentemente da hanseníase, na sífilis o osso frontal é geralmente envolvido, as perfurações do septo nasal e do palato duro são comuns, e a resposta esclerótica óssea é marcadamente intensa. Os ossos zigomáticos, nasais e as paredes orbitais mediais também podem ser comprometidas por extensão direta da infeção no osso frontal. Superiormente, as células etmoidais podem ser abertas, e inferiormente o palato ou o alvéolo pré-maxilar podem ser completamente destruídos. Este tipo de alterações podem ser visíveis mesmo em crânios que não apresentam outras evidências patológicas. No entanto, muitas vezes são acompanhadas de sinais como caries sicca, sequestra, depressões e perfurações adicionais. Quando presentes de forma extensa, as lesões nasopalatinas constituem um critério diagnóstico clássico de sífilis.

#### Efeitos da sífilis na dentição
Na dentição, as manifestações mais características da sífilis congénita incluem os dentes de Hutchinson e os molares de Mulberry.  Os dentes de Hutchinson, que correspondem aos incisivos centrais superiores permanentes, apresentam sulcos horizontais profundos e simétricos, coroas achatadas e esmalte hipoplásico. Já os molares de Mulberry, que são os primeiros molares permanentes, exibem cúspides deformadas, pouco desenvolvidas, e frequentemente apresentam lesões cariosas extensas, além de sulcos horizontais contínuos que indicam interrupções periódicas no desenvolvimento dentário. Nos caninos decíduos, observa-se a presença de coroas cónicas com ausência total ou parcial de esmalte, sugerindo uma perturbação grave na odontogénese, possivelmente associada ao uso terapêutico de mercúrio. Os incisivos inferiores permanentes também podem apresentar hipoplasia linear e esmalte opaco, com sinais de desmineralização compatíveis com exposição ao mercúrio durante o tratamento.

#### Relevância Antropológica
A paleopatologia é o ramo da bioantropologia que estuda as doenças no passado, por meio da análise de restos humanos. Esta área é essencial para a reconstrução das condições de vida e saúde das populações antigas, pois permite compreender o impacto das doenças no crescimento, na qualidade de vida e na mortalidade. Além disso, revela como os fatores ambientais (clima, adoção da agricultura ou processos de urbanização) influenciaram o surgimento e disseminação de doenças. A paleopatologia também fornece pistas sobre os cuidados sociais e culturais prestados aos doentes, contribuindo para o entendimento das estruturas sociais da época. Outro ponto relevante é o estudo da evolução das doenças, mostrando como certas infeções se modificaram ao longo do tempo ou deixaram de existir, e documentando doenças emergentes ou reemergentes. A sífilis tem particular importância, devido às lesões ósseas muito características, facilmente reconhecíveis no registo antropológico. Por ser uma infeção sexualmente transmissível e também congénita, a sua presença permite investigar comportamentos sexuais, padrões de mobilidade humana, condições de saúde materno-infantil, e até aspetos relacionados ao estigma e aos tratamentos históricos. Além disso, a identificação de casos em diferentes períodos e regiões ajuda a traçar a dispersão geográfica e temporal da doença, contribuindo para a construção de cronologias epidémicas.

#### Diagnóstico Diferencial da Sífilis
O diagnóstico diferencial da sífilis em contextos arqueológicos ou paleopatológicos requer uma análise cuidada, dado que várias doenças infeciosas podem provocar alterações ósseas semelhantes. Entre os sinais considerados relativamente específicos da sífilis destacam-se a caries sicca (lesões crateriformes no crânio com margens irregulares), a deformação da tíbia em "sabre" e as lesões gomosas múltiplas nos ossos longos.
A sífilis distingue-se da tuberculose pela tendência a envolver as vértebras cervicais com mais frequência e pela ausência de abcessos paravertebrais, típicos da doença de Pott. Ao contrário da doença de Paget, as lesões sifilíticas não exibem o típico padrão em mosaico da remodelação óssea, visível ao microscópio.
A distinção entre sífilis venérea, bejel e “yaws” pode ser particularmente difícil, sobretudo quando se trata de amostras esqueléticas limitadas, como um ou dois indivíduos. Apesar de algumas diferenças no padrão de envolvimento ósseo entre as três síndromes, nomeadamente a localização, a idade de aparecimento das lesões e a gravidade, as diferenças são subtis e frequentemente insuficientes para um diagnóstico definitivo com base apenas nos restos esqueléticos. A periostite complica o diagnóstico diferencial entre essas três condições, pois, embora com diferentes graus de severidade, está presente em todas elas (inclusivamente, tanto na sífilis venérea como na congénita).
No caso da sífilis congénita, as alterações dentárias, como os incisivos de Hutchinson, molares de Mulberry e molares de Fournier, podem auxiliar o diagnóstico. No entanto, deve-se ter cautela na interpretação desses sinais, uma vez que anomalias semelhantes podem resultar de tratamentos com mercúrio, usados historicamente no combate à sífilis. As alterações dentárias induzidas por mercúrio incluem hipoplasia severa, coroas deformadas e múltiplos defeitos no esmalte.
Por fim, o diagnóstico diferencial deve considerar que a osteomielite tende a ser mais localizada, frequentemente afetando apenas um único osso, enquanto as lesões sifilíticas são geralmente multifocais, bilaterais e simétricas, embora possam variar de acordo com a fase da doença e o tipo de treponematose envolvido. Para além disso as lesões sifilíticas têm uma natureza difusa, maior atividade osteoblástica que osteolítica e, geralmente, não apresentam sequestros, características que facilitam a distinção entre as duas doenças.

## Epidemiologia

Mortes por sífilis por milhão de pessoas em 2012
0-0
1-1
2-3
4-10
11-19
20-28
29-57
58-138

A Organização Mundial de Saúde estima que em 2008 tenham ocorrido 10,6 milhões de novos casos de sífilis entre adultos entre 15–49 anos de idade, e que em qualquer momento no ano houvesse 36,4 milhões de pessoas infetadas com a doença. Em 1999, 90% dos novos casos da doença ocorreram nos países em vias de desenvolvimento. A sífilis afeta também entre 700 000 e 1,6 milhões de gravidezes por ano, sendo a causa de abortos espontâneos, nados-mortos e sífilis congénita. Em 2010 foi responsável pela morte de 113 000 pessoas, uma diminuição em relação Às 202 000 em 1990. Na África subsariana, a doença é a causa de cerca de 20% das mortes perinatais. A prevalência é proporcionalmente maior entre toxicodependentes, entre pessoas infetadas com VIH e entre homossexuais masculinos.
A sífilis era bastante comum na Europa durante os séculos XVIII e XIX. No início do século XX, a introdução dos antibióticos no mundo desenvolvido fez com que o número de infeções diminuísse drasticamente até às décadas de 1980 e 1990. No entanto, desde o início do século XXI que o número de casos tem vindo a aumentar na Europa, na América do Norte e na Austrália, principalmente entre homens homossexuais. Na Rússia e na China, desde a década de 1990 que o número de casos entre heterossexuais tem vindo a aumentar. Este aumento deve-se a comportamentos sexuais de risco, como promiscuidade sexual, prostituição e a diminuição do uso de preservativos.
Caso a doença não seja tratada, apresenta uma mortalidade de 8–58%, com maior taxa de mortalidade entre homens. Ao longo dos séculos XIX e XX, os sintomas de sífilis foram-se tornando menos graves, devido em parte à disponibilidade de tratamentos eficazes e em parte à diminuição da virulência da bactéria. Quando se inicia o tratamento nos estádios iniciais, a doença causa poucas complicações. A sífilis aumenta o risco de transmissão de VIH entre duas e cinco vezes, sendo a cofinfeção comum. Em 2015, Cuba tornou-se o primeiro país no mundo a erradicar a transmissão de sífilis entre mãe e filho.

## História

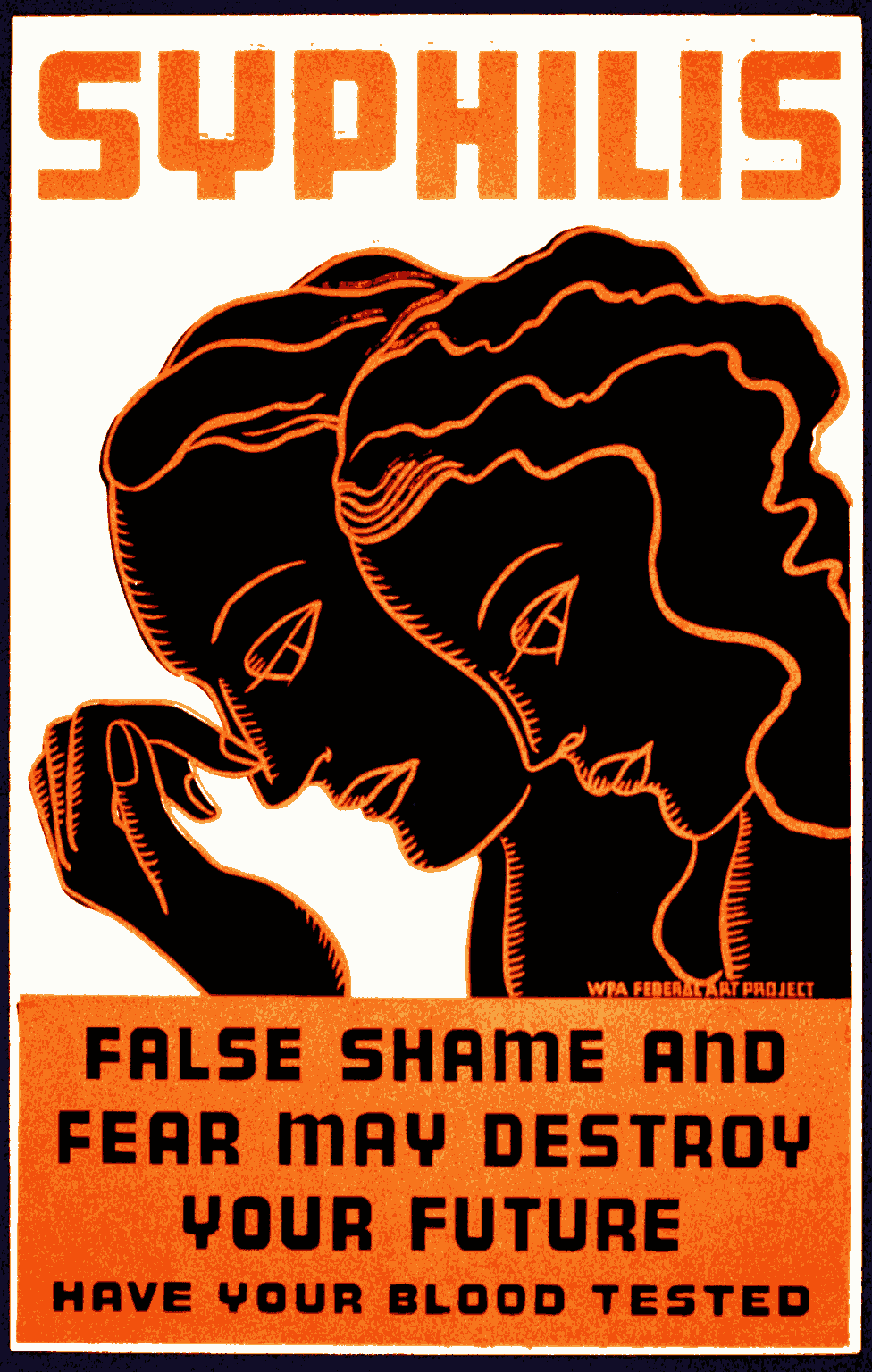
Cartaz americano prevenindo que a vergonha e o medo podem destruir o futuro: se a doença não for diagnosticada quando surgem os sintomas, pode tornar-se um problema sério

A palavra "Sífilis" é derivada do antropônimo Syphilus, protagonista do poema Syphilis Sive Morbus Gallicus, de Girolamo Fracastoro. O protagonista é castigado pelos deuses com uma doença repugnante, que o autor descreve como hoje chamamos de sífilis. "Lues" vem de lues, palavra latina que significa "praga". "Avariose" vem do francês avariose. "Mal-de-coito" é uma referência a sua transmissão via ato sexual. "Venéreo" vem do latim venereu. A sífilis possui vários sinônimos. Ela também é chamada de avariose, lues, mal-americano, mal-canadense, mal-céltico, mal-da-baía-de-são-paulo, mal-de-coito, mal-de-fiúme, mal-de-franga, mal-de-frenga, mal-de-nápoles, mal-de-santa-eufêmia, mal-de-são-jó, mal-de-são-névio, mal-de-são-semento, mal-dos-cristãos, males, mal-escocês, mal-francês, mal-gálico, mal-germânico, mal-ilírico, mal-napolitano, mal-polaco, mal-turco, gálico, venéreo, cancro duro, doença-do-mundo e pudendraga, entre outros termos.
Há duas teorias sobre a origem da sífilis. Uma defende que se trataria de uma doença americana trazida por Colombo ou seus sucessores da América para a Europa. A outra teoria é que a Sífilis seria uma doença antiga do Velho Mundo a qual sofreu mutações que a tornaram mais contagiosa no século XVI.
A origem da sífilis não é conhecida, entretanto a doença pode ter sido documentada por Hipócrates na Grécia Antiga em sua forma terciária. Seria conhecida na cidade grega de Metaponto aproximadamente 600 a.C., e em Pompeia foram encontradas evidências arqueológicas nos sulcos dos dentes de crianças cujas mães estavam contaminadas. Outros historiadores acreditam que o T. pallidum teria causado doenças cutâneas como a pinta e a framboesia em medievais na Europa, afecções as quais eram classificadas erroneamente como lepra. E que a bactéria teria, durante o século XVI, sofrido mutações convertendo-se no patógeno que causa a sífilis. De fato a sífilis surgiu repentinamente no século XVI, e os europeus não apresentavam resistência contra ela, morrendo em números consideráveis e apresentando sintomas abruptos e completamente diferentes dos observados hoje. Com a endemicidade da doença, ambos bactéria e ser humano teriam se adaptado um ao outro, dando surgimento gradual à sífilis da atualidade, moderada em relação aos séculos anteriores. Sua transmissão entre soldados de vários exércitos, cursando com lesões de pele, fez com que surgissem os diversos nomes como "mal espanhol", "mal italiano", "mal polonês" etc.
Originalmente, não havia nenhum tratamento efetivo para sífilis. O comum era tratar com guáiaco e mercúrio. Mas foi somente no século XX que efetivamente surgiu o tratamento para a sífilis. Em 1906 surgiu o primeiro teste efetivo para a sífilis, o teste de Wassermann. Embora tivesse baixa especificidade, foi considerado um grande avanço para o tratamento da sífilis. Com esta prova o diagnóstico era possível mesmo antes do aparecimento dos sintomas, permitindo a prevenção da transmissão da doença. Porém não provia cura para os infectados. A partir do melhor entendimento sobre o curso da doença, um tratamento efetivo com cura tornou-se uma necessidade. Primeiramente, na década de 1910, foi escolhido o uso de drogas contendo arsênico — Salvarsan. Outra hipótese seria a malária; esperava-se que a intensa febre produzida pela malária fosse suficiente para exterminar a espiroqueta. Além disso, considerava-se preferível arcar com a contaminação por malária do que se submeter aos efeitos a longo prazo da sífilis. Somente a partir da descoberta da penicilina e sua difusão depois da Segunda Guerra Mundial, os outros tratamentos passaram a ser obsoletos, e foi possível então a cura efetiva da sífilis.
Em um dos episódios mais vergonhosos do século XX, de 1932 a 1972 em Tuskegee (cidade do Alabama, EUA), foi realizado um estudo sobre a sífilis. Num atentado contra a ética e a moral, um grupo de negros americanos permaneceu sem tratamento para que o curso da doença pudesse ser avaliado, mesmo com a existência de medicamentos efetivos. O polêmico estudo rendeu diversos artigos que foram publicados em renomadas revistas científicas. As questões sobre a ética do estudo foram denunciadas pela repórter Jean Heller do New York Times em 26 de julho de 1972 e em novembro de 1974 foi publicado o relatório final do estudo.
Em 17 de julho de 1998, na revista científica Science, um grupo de biólogos reportou a sequência exata do genoma do Treponema pallidum.